# Spitidiscus
Spitidiscus es un género de amonites perteneciente a la familia Holcodiscidae.

## Especies
Lista de especies dentro de Spitidiscus:
- S. hugii[cita requerida]
- S. kilapiae Rawson and Aguirre-Urreta, 2012 - Argentina
- S. oregonensis Imlay, 1960 - Oregon
- S. riccardii Leanza, and Wiedmann, 1992 - Argentina
- S. rotulia - England[cita requerida]
- S. simitiensis Haas, 1960 - Colombia
- S. vandeckii (d'Orbigny, 1847)

## Descripción
Las especies miembros tienen un caparazón más bien evolucionado en el que la sección del verticilo es más o menos circular, el aire es ampliamente redondeado y el dorso está bastante profundamente impresionado. Las costillas estrechas, finas, bajas, simples o raramente ramificadas están intercaladas por frecuentes constricciones rectas o ligeramente sinuosas, moderadamente profundas pero anchas. La especie tipo Spitidiscus rotulia es del Hauteriviano de Inglaterra.[cita requerida]

## Importancia bioestratigráfica
Se propone que la primera aparición de las especies Spitidiscus hugii o Spitidiscus vandeckii sea el marcador del comienzo del Barremiano.

## Distribución
Spitidiscus se ha encontrado en:
- Formación Agrio, Argentina
- Valle de Magdalena, Simití y Cáqueza, Colombia
- Formación Kaliste, República Checa
- Francia
- Gagra, Georgia, Cáucaso
- Formación Maiolica, Italia
- Subbéticos , España
- Foggy Creek, Oregón
- Bulgaria[cita requerida]
- Portugal[cita requerida]
- Rusia[cita requerida]
- Marruecos[cita requerida]
- México[cita requerida]